# Campionat del Món de X-Trial 2024
|  | Per al campionat del món a l'aire lliure d'aquell any, vegeu Campionat del Món de Trial 2024 |

La temporada de 2024 del Campionat del Món de X-Trial fou la 32a edició d'aquest campionat, organitzat per la FIM. El calendari oficial constava de 7 proves puntuables, celebrades entre el 4 de febrer i el 16 de novembre. Dues de les proves programades es disputaren als Països Catalans: el Trial Indoor de Barcelona, disputat el 4 de febrer, i el Trial Indoor d'Andorra la Vella, disputat el 5 d'octubre.
Toni Bou va guanyar el divuitè dels seus 19 campionats mundials indoor (a data de 2025). Igual que l'any anterior, el subcampió va ser el basc Jaime Busto i el tercer, el gallec Gabriel Marcelli, company de Toni Bou a l'equip de Montesa. Adam Raga, que havia fitxat aquell any per Sherco en no renovar-li el contracte TRRS, va ser sisè, el seu pitjor resultat al campionat des del 2001.

## Sistema de puntuació
L'any 2024 entrà en vigor un nou sistema de puntuació en què obtenien punts els 8 primers classificats de cada prova (en comptes dels 9 com abans), repartits d'acord amb el següent barem:
| Posició | 1  | 2  | 3  | 4 | 5 | 6 | 7 | 8 |
| Punts   | 20 | 15 | 12 | 9 | 6 | 4 | 2 | 1 |

1. ↑  +1 punt extra per al guanyador de cada volta.

## Calendari
| Ronda | Data           | Prova   | Lloc             | Guanyador   |
| ----- | -------------- | ------- | ---------------- | ----------- |
| 1     | 4 de febrer    | Espanya | Barcelona        | Toni Bou    |
| 2     | 15 de març     | França  | Chalon-sur-Saône | Toni Bou    |
| 3     | 22 de març     | França  | Niça             | Toni Bou    |
| 4     | 4 de maig      | Suïssa  | Ginebra          | Toni Bou    |
| 5     | 5 d'octubre    | Andorra | Andorra la Vella | Toni Bou    |
| 6     | 26 d'octubre   | Estònia | Tallinn          | Jaime Busto |
| 7     | 16 de novembre | Espanya | Pamplona         | Toni Bou    |

## Classificació final
| Posició | Pilot             | Motocicleta | Punts |
| ------- | ----------------- | ----------- | ----- |
| 1       | Toni Bou          | Montesa     | 128   |
| 2       | Jaime Busto       | Gas Gas     | 92    |
| 3       | Gabriel Marcelli  | Montesa     | 83    |
| 4       | Benoit Bincaz     | Sherco      | 49    |
| 5       | Toby Martyn       | Montesa     | 42    |
| 6       | Adam Raga         | Sherco      | 35    |
| 7       | Matteo Grattarola | Beta        | 15    |
| 8       | Miquel Gelabert   | Vertigo     | 13    |
| 9       | Gaël Chatagno     | EMotion     | 4     |
| 10      | Hugo Dufrese      | Gas Gas     | 3     |
| 11      | Sondre Haga       | Gas Gas     | 3     |
| 12      | Aniol Gelabert    | TRRS        | 2     |